# Petite rivière aux Foins
Pour les articles homonymes, voir Foin (homonymie).
La Petite rivière aux Foins est un affluent du Rivière aux Rats, traversant le territoire non organisé de Rivière-Mistassini et la municipalité de Notre-Dame-de-Lorette, dans la municipalité régionale de comté (MRC) de Maria-Chapdelaine, dans la région administrative du Saguenay–Lac-Saint-Jean, dans la Province de Québec, au Canada.
La foresterie constitue la principale activité économique du secteur ; les activités récréotouristiques, en second.
La partie inférieure de cette vallée est surtout desservie par le chemin du rang Saint-Antoine, le chemin du rang Sainte-Anne et le chemin du lac Mathieu. La partie supérieure est desservie surtout par la route forestière R0219. Diverses routes forestières secondaires desservent le secteur, surtout pour les besoins de la foresterie et des activités récréotouristiques.
La surface de la petite rivière aux Foins est habituellement gelée de la fin novembre au début avril, toutefois la circulation sécuritaire sur la glace se fait généralement de la mi-décembre à la fin mars.

## Géographie
Les bassins versants voisins de la Petite rivière aux Foins sont :
- côté Nord : ruisseau Mathieu, lac Albert, ruisseau Albert, lac du Chantier Coopératif, lac du Foin, lac à Trefflé, rivière de la Perdrix Blanche, rivière aux Rats, lac aux Rats, rivière Mistassibi ;
- côté Est : rivière aux Rats, lac aux Rats, rivière Mistassini, Petite rivière Rousseau, rivière Mistassibi ;
- côté Sud : lac Supérieur, Ruisseau du Loup-Cervier, lac Falardeau, lac Tommy, rivière Mistassini ;
- côté Ouest : ruisseau Sainte-Anne, lac Sainte-Anne, Ruisseau du Loup-Cervier, lac Tommy, rivière Mistassini, rivière Phiran.

La Petite rivière aux Foins prend sa source au lac au Foin. Elle coule vers le Sud, traverse Petit lac Hémond puis reçoit les eaux du lac travers où elle remonte vers le Nord puis vers l'Est où lac du Noyé s'y déverse, elle reprend la direction Sud pour traverser les lac aux Foins, Mathieu et Rond pour atteindre sa confluence avec ruisseau du Loup-Crevier puis avec la rivière aux Rats ;
- 12,9 km au Nord-Ouest du centre du village de Melançon.

## Toponymie
Le toponyme « petite rivière aux Foins » a été officialisé le 5 décembre 1968 à la Banque des noms de lieux de la Commission de toponymie du Québec.